# Место злочина: Сајбер
Место злочина: Сајбер је трећи спин-оф у серијалу о месту злочина. Пилот епизода је у 14. сезони 20. епизоди серије „Место злочина“ „Маче“. Серија прати рад Сајбер дивизије ФБИ-ја.

## Ликови
На почетку првог циклуса Патриши Аркет се придружују Џејмс Ван Дер Бик, Питер МекНикол, Шед Мос, Чарли Кунц и Хејли Кајоко. Питер МекНикол је одлучио да не обнови свој уговор за други циклус. У другом циклусу се екипи придружује Тед Денсон као Диебенкорн Расел из серије "Место злочина".
| Глумац            | Лик              | Позиција                                                                          | Сезоне | Сезоне |
| Глумац            | Лик              | Позиција                                                                          | 1      | 2      |
| ----------------- | ---------------- | --------------------------------------------------------------------------------- | ------ | ------ |
| Патриша Аркет     | Ејвери Рајан     | Главни специјални агент-сајбер психолог                                           | Главни | Главни |
| Џејмс Ван Дер Бик | Елaјџа Мундо     | ФБИ Агент                                                                         | Главни | Главни |
| Питер Макникол    | Ставрос Сифтер   | Помоћник директора ФБИ-ја                                                         | Главни |        |
| Шед Мос           | Броди Нилсен     | ФБИ Хакер                                                                         | Главни | Главни |
| Чарли Кунц        | Данијел Грумиц   | ФБИ Агент                                                                         | Главни | Главни |
| Хејли Кајоко      | Рејвен Рамирез   | ФБИ Специјалиста за истраге социјалних медија, међународне везе и сајбер трендове | Главни | Главни |
| Тед Денсон        | Диебенкорн Расел | Директор ФБИ-ја                                                                   |        | Главни |

## Епизоде

### Пилот—Место злочина
Сезона 14 Епизода 20 "Маче"

### Сезона 1 (2015)
- 1. Отмица 2.0
- 2. ЦМНД/Судар
- 3. Убица на путу
- 4. Пожарна шифра
- 5. Гомила потиче
- 6. Зли близанац
- 7. НЛО, ометен
- 8. Селфи 2.0
- 9. Л0м1с
- 10. Кликни свој отров
- 11. Дух у машини
- 12. Бит по бит
- 13. Породичне тајне

### Сезона 2 (2016)
1. Зашто-фај
2. Повреди ме
3. Смеђе очи, плаве очи
4. Црвено
5. Хакер
6. Оде за 6 секунди
7. Оштећена меморија
8. Питон
9. Сведок
10. Нијансе сиве
11. 404: Лет није пронађен
12. Иде вирус